# Sharmila Tagore

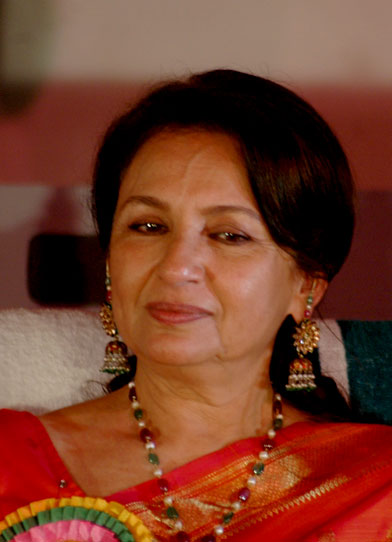
Sharmila Tagore

Sharmila Tagore (Bengaliশর্মিলা ঠাকুর Shormila Ṭhakur), nascida a 8 de Dezembro de 1946, é uma actriz indiana de Bengali, vencedora de uma série de prémios pelos seus desempenhos, que se tornou famosa pelas suas participações no cinema de Satyajit Ray.

## Filmografia
| Ano  | Filme                                             | Realizador           | papel                          | Notas                                           |
| ---- | ------------------------------------------------- | -------------------- | ------------------------------ | ----------------------------------------------- |
| 1959 | Apur Sansar (The World of Apu)                    | Satyajit Ray         | Aparna                         | Bengali                                         |
| 1960 | Devi / The Goddess                                | Satyajit Ray         | Doyamoyee                      | Bengali                                         |
| 1963 | Nirjan Saikate                                    | Tapan Sinha          | Renu                           | Bengali                                         |
| 1963 | Chhaya Shurjo                                     |                      | Ghentoo                        | Bengali                                         |
| 1964 | Kashmir Ki Kali                                   | Shakti Samanta       | Champa                         |                                                 |
| 1965 | Waqt                                              | Yash Chopra          | Renu Khanna                    |                                                 |
| 1966 | Anupama                                           | Hrishikesh Mukherjee | Uma Sharma                     |                                                 |
| 1966 | Devar                                             | Mohan Sehgal         |                                |                                                 |
| 1966 | Nayak                                             | Satyajit Ray         | Aditi                          |                                                 |
| 1967 | An Evening in Paris                               | Shakti Samanta       | Deepa Malik/Roopa Malik (Suzy) |                                                 |
| 1967 | Aamne Saamne                                      | Suraj Prakash        |                                |                                                 |
| 1969 | Yakeen                                            | Brij                 | Rita                           |                                                 |
| 1969 | Satyakam                                          | Hrishikesh Mukherjee | Ranjana                        |                                                 |
| 1969 | Aradhana                                          | Shakti Samanta       | Vandhana Tripathi              | Vencedora, Filmfare Best Actress Award          |
| 1970 | Aranyer Din Ratri (Days and Nights in the Forest) | Satyajit Ray         | Aparna                         |                                                 |
| 1971 | Seemabaddha                                       | Satyajit Ray         | Tutul                          |                                                 |
| 1971 | Chhoti Bahu                                       | K.B. Tilak           | Radha                          |                                                 |
| 1972 | Amar Prem                                         | Shakti Samanta       | Pushpa                         |                                                 |
| 1972 | Dastaan                                           | B.R.Chopra           | Meena                          |                                                 |
| 1973 | Daag                                              | Yash Chopra          | Sonia Kohli                    |                                                 |
| 1973 | Aa Gale Lag Jaa                                   | Manmohan Desai       | Preeti                         |                                                 |
| 1975 | Mausam                                            | Gulzar               | Chanda/Kajli                   | Vencedora, National Film Award for Best Actress |
| 1975 | Chupke Chupke                                     | Hrishikesh Mukherjee | Sulekha Chaturvedi             |                                                 |
| 1975 | Faraar                                            | Shanker Mukherjee    | Mala/Asha                      |                                                 |
| 1977 | Amanush                                           | Shakti Samanta       | Rekha                          |                                                 |
| 1978 | Besharam                                          | Deven Verma          | Rinku/Monica                   |                                                 |
| 1979 | Dooriyaan                                         | Bhimsain Khurana     |                                |                                                 |
| 1982 | Namkeen                                           | Gulzar               | Nimki                          |                                                 |
| 1982 | Desh Premee                                       | Manmohan Desai       | Bharti                         |                                                 |
| 1984 | Sunny                                             |                      | Sunny's mother                 |                                                 |
| 1987 | Anurodh                                           |                      | Bengali                        |                                                 |
| 1991 | Mississippi Masala                                | Mira Nair            | Kinnu                          |                                                 |
| 1993 | Aashiq Awara                                      | Umesh Mehra          | Mrs. Singh                     |                                                 |
| 1999 | Mann                                              | Indra Kumar          | Dev's grandmother              |                                                 |
| 2000 | Dhadkan                                           | Dharmesh Darshan     | Dev's mother                   |                                                 |
| 2003 | Shubho Mahurat                                    | Rituparno Ghosh      | Padmini Chowdhury              | Bengali                                         |
| 2005 | Viruddh... Family Comes First                     | Mahesh Manjrekar     | Sumitra Patwardhan             | Nomeada, Filmfare Best Actress Award            |
| 2006 | Eklavya: The Royal Guard                          | Vidhu Vinod Chopra   | Suhasinidevi                   |                                                 |
| 2007 | Fool and Final                                    | Ahmed Khan           | Bhabi                          |                                                 |
| 2008 | Tasveer 8*10                                      | Nagesh Kukunoor      | Savithri Puri                  |                                                 |
| 2009 | Antaheen                                          |                      |                                | Bengali                                         |
| 2009 | Morning Walk                                      | Arup Dutta           | Neelima                        |                                                 |
| 2009 | Samaantar                                         | Amol Palekar         | Shama Vaze                     | Marata                                          |
| 2010 | Break Ke Baad                                     | Danish Aslam         | Ayesha Khan                    |                                                 |